# Grbovi dalmatinskog komunalnog plemstva – I
Za grbove dalmatinskog komunalnog plemstva ne vrijede zakoni heraldike zbog posebnih uvjeta nastanka i vlasnika istih. Grbovi dalmatinskog komunalnog plemstva pripadaju krugu talijanskog komunalnog plemstva gdje je tradicija opisivanja s gledišta promatrača. 
Grbovi s početnim slovom  I

## Grbovi
| Grb | Kuća i opis grba |
| --- | --- |
|     | Ismaelli (Korčula, Hvar) Titula: - (HR) Na plavom polju tri lijevo kose zlatne grede. [1/8] - (HR) Na plavom polju dvokatna srebrena kula. [1/8] - (HR) Na plavom polju dvokatna zlatna kula stoji na srebrenim valovima. [1/62] - (HR) Na plavom zlatna ulazna kula. [1/34] |
|     | Ivanišević, Uzmenović (Makarska) Titula: (HR) Na plavom polju prelomljena zlatna greda, iznad grede tri osmero krake zlatne zvijezde 1, 2, ispod grede ležeće srebreno janje koje drži zastavu srebrenu s crvenim križem (jaganjac Božji). [1/8, 3/8]                        |
|     | Ivanović Dobrota (Kotor) Titula: (HR) Na srebrenom polju srebreno stablo s korijenom i zelenim listovima, oko stabla omotana zelena zmija, iz zmijinih usta viri polovina srebrenog čovjeka. [1/8]                                                                           |
|     | Iveljić, Ivellio, Andrijević, (Brač, Split) Titula:Splitsko plemstvo, austrijska potvrda plemstva (HR) Na plavom polju srebrena ruka u crvenom rukavu, izlazi s desna, drži na tri zelene drške, na svakoj dršci cvijet srebrena ljiljana. [1/9, 2/5]                        |